# Sotiris Kostopoulos
Sotirio Kostopoulos  es un político, politólogo, periodista y escritor griego.  
Fue uno de los fundadores del Movimiento Panhelénico de Liberación (PAK, en griego Πανελλήνιο Απελευθερωτικό Κίνημα (Π.Α.Κ.)) y del Movimiento Socialista Panhelénico, más conocido como PASOK (en griego: Πανελλήνιο Σοσιαλιστικό Κίνημα, Panellinio Sosialistiko Kinima, ΠΑΣΟΚ), y uno de los autores de la Declaración de 3 de septiembre de 1974. Ha servido como secretario general del gobierno griego, asesor de comunicación del ex primer ministro Andreas Papandreou, portavoz del gobierno, y diputado del PASOK al Parlamento europeo entre 1989 y 1994.

## Biografía
Nacido en el pueblo Eleohori de la región griega de Ahaia y crecido en Patras, Kostopoulos fue desde joven partidario de Andreas Papandreou. Antes de la dictadura griega fue miembro de la Unión del Centro (EDIN). Estudió Ciencias Políticas en la Universidad de Pavía en Italia, y realizó estudios post-universitarios sobre las relaciones internacionales en dos instituciones universitarias de Ginebra, Suiza.
Habla inglés, francés, español e italiano. Durante la dictadura en Grecia accedió el poder en 1967.
En 1968, Kostopoulos participó en la fundación del PAK y más tarde contribuyó a la declaración fundacional del PASOK y trabaja como director-editor del diario político “Exormissi” y miembro del Comité Central del Partido. 
Después de la elección de Andreas Papandreu como primer ministro, Kostopoulos fue nombrado secretario general de comunicación (octubre de 1981 – agosto de 1985). A continuación ejerció de asesor de comunicación hasta marzo de 1987, cuando volvió al puesto de secretario general, donde se quedó hasta noviembre de 1988. Después ejerció como portavocero del gobierno hasta junio de 1989, cuando empezó como diputado al parlamento europeo (1989-1994). 
Ha publicado 28 libros y varios estudios, entre otros “Época controvertida: KKE 1936-1941” y “Terrorismo”. Este último ha sido estudiado tanto por agentes antiterroristas como por los mismos terroristas: una copia del libro fue encontrada en la base del grupo terrorista “Núcleos del fuego” durante su captura en Halandri, un barrio de Atenas.